# Lawrence Roberts (basket-ball)
Pour les articles homonymes, voir Lawrence Roberts (scientifique) et Roberts.
Lawrence Roberts, né le 20 octobre 1982 à Houston, dans le Texas, est un joueur américain de basket-ball. Il évolue au poste d'ailier fort.

## Biographie
Lawrence Edward Roberts III est le fils de Lawrence E. "Butch" Jr., et Cynthia Roberts.
En octobre 2014, il signe à Gravelines-Dunkerque en France.